# Daramulunia
Daramulunia là một chi nhện trong họ Uloboridae.